# Abarth-Simca 1300 Bialbero
L'Abarth-Simca 1300 Bialbero è una vettura da competizione realizzata dalla Abarth dal 1962 al 1965.
La versione stradale era chiamata Abarth-Simca 1300 GT.

## Descrizione
L'Abarth-Simca 1300 è stato il primo prodotto nato dalla collaborazione tra Carlo Abarth e la SIMCA. Le trattative tra le due società furono mediate dall'ingegnere austriaco Rudolf Hruska, che in precedenza aveva lavorato con Carlo Abarth alla Cisitalia nel 1949 ed era un consulente tecnico presso la Simca nei primi anni 60. Il patron della Simca Enrico Pigozzi cercava un partner sportivo per le sue piccole vetture, per poterne realizzare delle versioni da competizione, quindi si accordò con Abarth per sviluppare una famiglia di vettura utilizzando come base la Simca 1000. Pigozzi sperava che la collaborazione con Abarth potesse far affermare il marchio Simca nelle competizioni automobilistiche.

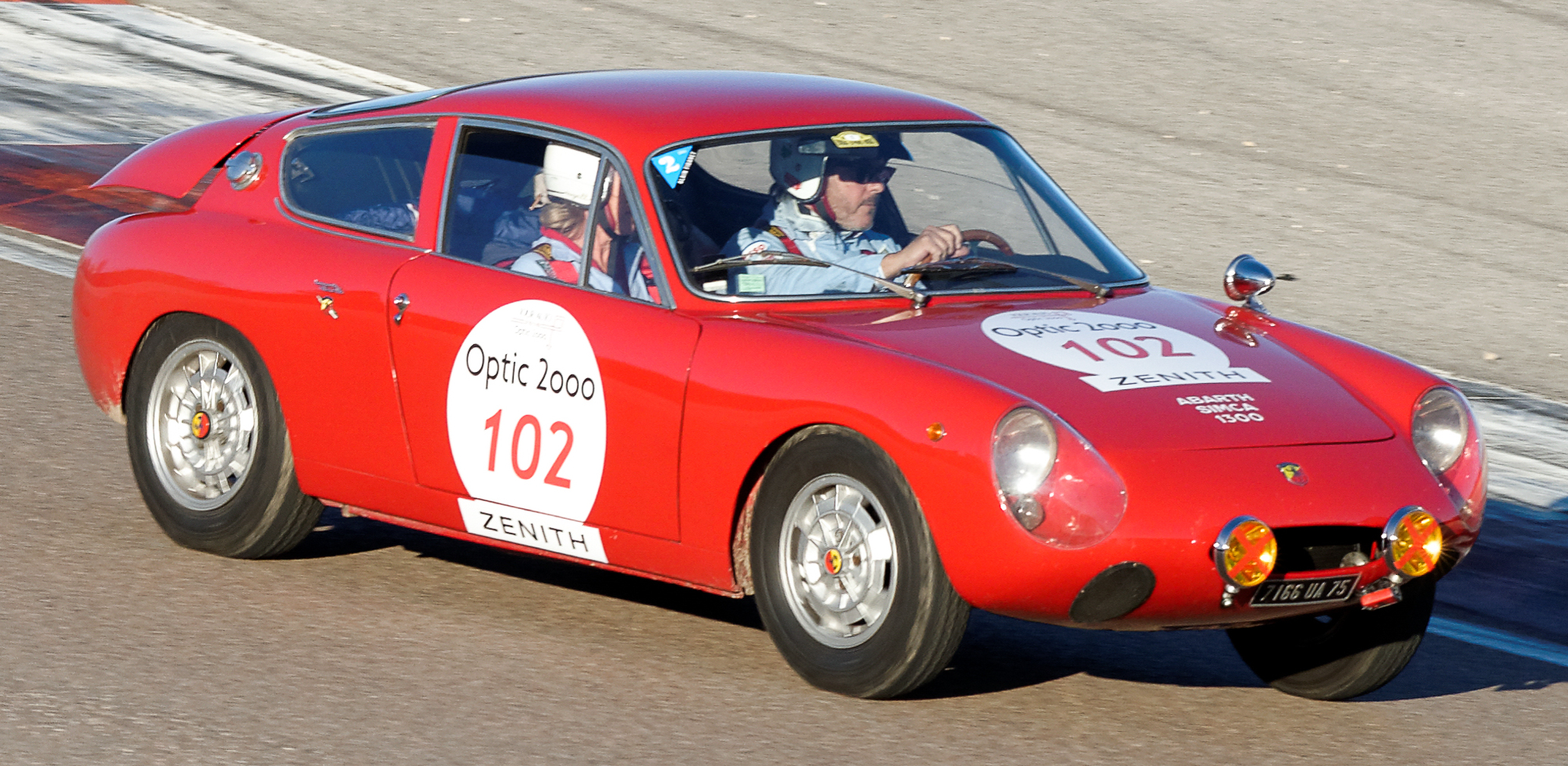
Abarth Simca 1300 GT

La Abarth-Simca 1300 era basata sul pianale della Simca 1000. Il telaio, il cambio, lo sterzo, gli assi anteriore e posteriore sono stati mantenuti. La carrozzeria invece venne rivoluzionata con nuovo design, che seguiva le forma e le linee tondeggianti da coupé come la Fiat-Abarth 850 e la Fiat-Abarth 1000. Il progetto venne sviluppato dall'ingegnere capo di Abarth Mario Colucci. Per realizzare la carrozzeria in alluminio, Carlo Abarth e Colucci si affidarono a piccole aziende locali: dal 1963 in poi interamente alla Carrozzeria Sibona-Basano, prima ancora alla Beccaris, entrambe torinesi.

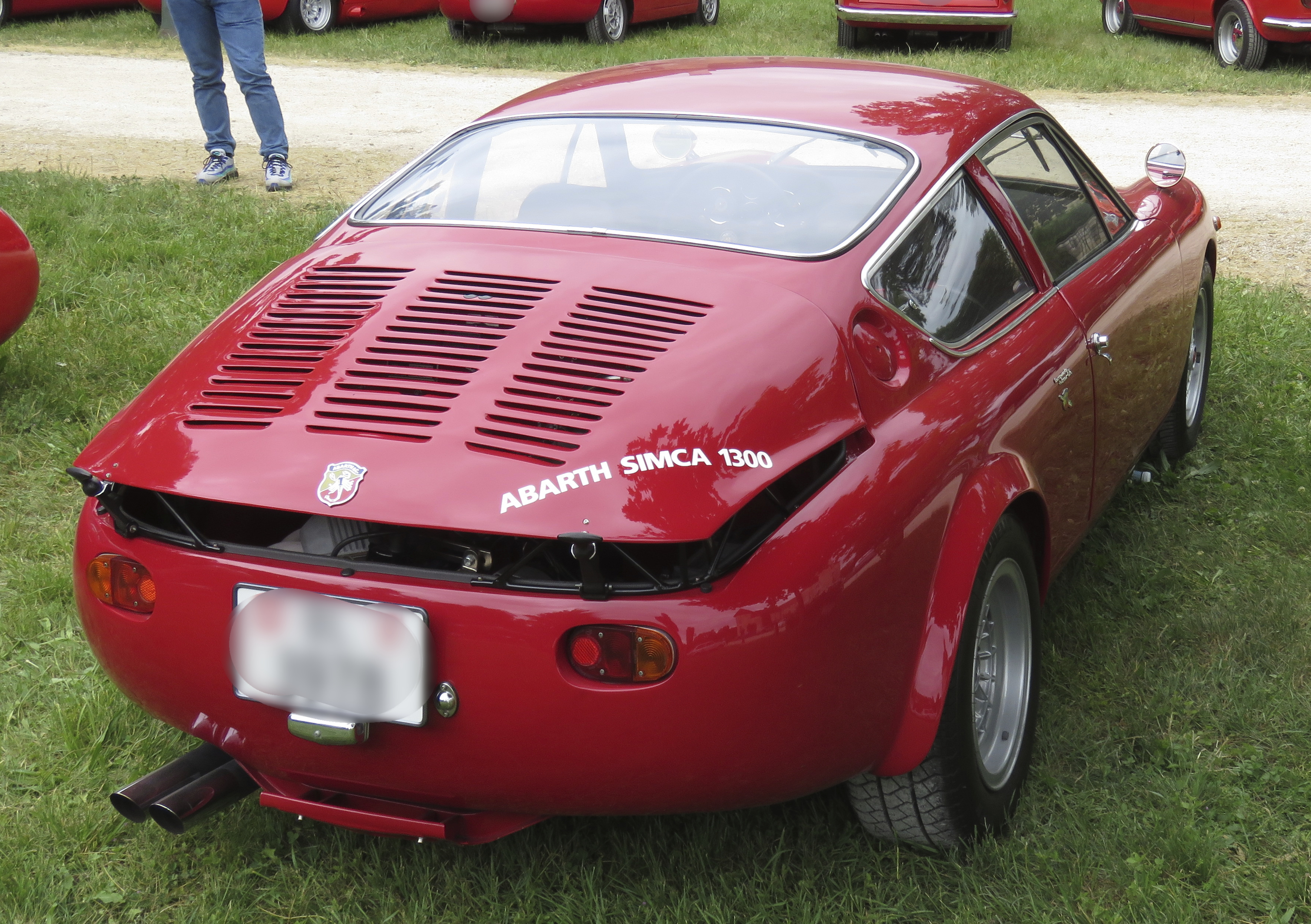
Posteriore Abarth Simca 1300

Anche il motore fu completamente riprogettato. Montato sempre posteriormente, la cilindrata venne incrementata a 1,3 litri e la testata fu dotata di una distribuzione bialbero, con adozione di due carburatori doppio corpo Weber 45DCOE; grazie a queste modifiche erogava 125 CV. La lubrificazione era a carter secco con due pompe dell'olio e venne montato un radiatore nella parte anteriore. La versione GT stradale raggiungeva una velocità massima di circa 230 km/h.

## Attività sportiva
La versione da corsa denominata Bialbero era più veloce di 20 km/h. Gianni Balzarini nel 1962 vinse la gara in salita sul Mont de la Lure in Francia e Lucien Bianchi vinse nello stesso anno il Trophée d'Auvergne, una gara su circuito a Clermont-Ferrand. Jean Guichet ottenne una vittoria alla Coppa d'Autunno a Monza, dove vinse nella classe GT. Alla 24 Ore di Le Mans del 1962, Balzarini condivise una 1300 con l'austriaco Franz Albert. La gara si concluse dopo 30 giri a causa di un problema alla trasmissione. Nove giri prima, una seconda 1300 Bialbero del francese Henri Oreiller e Tommy Spychiger si ritirò per lo stesso problema.
Hans Herrmann nel 1963 ottenne una vittoria di classe alla 3 ore di Daytona e alla 12 Ore di Sebring.

## Palmarès
- Campionato internazionale gran turismo 1964 - Costruttori Divisione I
- Campionato internazionale gran turismo 1965 - Costruttori Divisione I